# フェルナンド1世 (ポルトガル王)
フェルナンド1世（Fernando I, 1345年10月31日 - 1383年10月22日）は、第9代ポルトガル国王（在位：1367年 - 1383年）。ポルトガル国王ペドロ1世と2度目の王妃コンスタンサ・マヌエル（カスティーリャ王族フアン・マヌエルの長女）の子。「美男王」とも呼ばれる。

## 生涯
1367年に父の死にともない即位した。1369年にカスティーリャ国王ペドロ1世がエンリケ・デ・トラスタマラに暗殺され、エンリケがエンリケ2世（母の異母妹フアナ・マヌエルを妻としている）として即位するが、フェルナンドはカスティーリャ国王サンチョ4世の曾孫であることを根拠に王位継承権を主張した。そしてアラゴン国王ペドロ4世と同盟を結び、ペドロ4世の王女レオノールと婚約した。フェルナンドはガリシアへ攻めこんだが、カスティーリャ軍に反撃され、海路ポルトに引き上げた。教皇グレゴリウス11世の仲裁により1371年3月31日、アルマウィン講和条約を結んで兵をポルトガルへ引き上げ、カスティーリャ王女レオノールと婚約した（アラゴン王女との婚約は破棄した）。
講和の後、フェルナンドは平民出身で人妻のレオノール・テレスに横恋慕し、離婚させて結婚した。これに反対してリスボンでは暴動が起きたが、首謀者は王妃レオノールの命により処刑された。
1372年、カスティーリャ王女コンスタンサ（ペドロ1世の次女）を妻にしていたイングランド王子ジョン・オブ・ゴーントと同盟を結び、ジョンがカスティーリャの王位を狙うのに協力した。しかし、エンリケ2世に海陸両側からリスボンを包囲され、市民はよく耐えたが、フェルナンドは翌1373年に講和条約を結んでカスティーリャから兵を引き上げた。
1381年、再びジョン・オブ・ゴーントと同盟を結び、カスティーリャへ侵攻したが、再びカスティーリャ軍に侵入された上、同年にサルテスの海戦でも敗北した。この時の講和で、最初の王妃を亡くしていたカスティーリャ国王フアン1世（エンリケ2世の息子）の後添えとして、レオノール王妃との間の王女ベアトリスが嫁ぐことに同意した。王にはベアトリス王女の他に嫡子がいなかったため、契約が両国間で取り交わされた。
1. ポルトガル王位はフェルナンド1世の嫡出男子が継承する。
2. 嫡出男子のないときは、カスティーリャ王妃ベアトリスが王位を継ぐ。
3. ベアトリスが嫡出男子を残さず亡くなったら、フェルナンド1世の他の王女かその王女の嫡出子孫が継ぐ。
4. フェルナンド1世に子孫がなく、ベアトリスに子孫がなかった場合、カスティーリャ国王がポルトガル王位を継ぐ。
5. カスティーリャ国王とその姉妹が嫡出子孫を残さず亡くなった場合、ポルトガル国王がカスティーリャ王位を継ぐ。

1383年10月22日、フェルナンド1世は嫡出男子のないまま死去した。死後、条約に基づきベアトリス王妃がポルトガル女王即位を宣言し、母レオノール・テレスが摂政となった。しかし、ベアトリスとフアン1世の結婚を取り持ったフェルナンデス・アンデイロ伯爵はレオノールの愛人であり、またポルトガル貴族の多くや国民たちはカスティーリャ人が国政の実権を握ることを嫌った。フェルナンド1世の庶弟ジョアンはフアン1世率いるカスティーリャ軍の侵攻を撃退し、1385年にジョアン1世として即位し、アヴィス朝を興した。